# Seymour-Turner
Seymour-Turner ist eine ehemalige britische Automarke.

## Unternehmensgeschichte
Das Unternehmen Turner’s Motor Manufacturing Co Limited aus Wolverhampton, das bereits Fahrzeuge unter der Marke Turner-Miesse herstellte, begann 1906 mit der Produktion von Automobilen für Seymours in London. 1908 wurde die Produktion dieser Marke eingestellt.

## Fahrzeuge
Das einzige Modell war der 20/25 HP. Dieses Fahrzeug war mit einem Vierzylindermotor mit 4090 cm³ Hubraum ausgestattet.